# Acanthodelta accelerans
Acanthodelta accelerans är en fjärilsart som beskrevs av Walker 1858. Acanthodelta accelerans ingår i släktet Acanthodelta och familjen nattflyn. Inga underarter finns listade i Catalogue of Life.